# Luisa Valenzuela
Luisa Valenzuela   (Buenos Aires, 26 de novembre de 1938) és una periodista i escriptora argentina. S'inicià en el diari La Nación on feia crònica quotidiana amb un estil amè i satíric. Com a escriptora publicà Hay que sonreir (1966), sobre els baixos fons portenys així com el volum de contes  Los heréticos (1967) i la novel·la El gato eficaz (1972), on explora la utilització del llenguatge i el subconscient.
Part de la seva obra respon a la crítica a la dictadura militar argentina dels anys 70. En aquest període va publicar Aquí pasan cosas raras (1976), Como en la guerra (1977) i Cambio de armas (1982) que combinen la crítica al règim amb l'existencialisme i una revisió de les estructures de poder associades al gènere i la sexualitat.
La seva obra s'emmarca en el post-Boom llatinoamericà i té marcat un estil experimental i una perspectiva feminista.